# 수덕사
수덕사(修德寺)는 충청남도 예산군 덕산면 사천리 덕숭산에 있는 대한불교 조계종 소속 사찰이다. 대한불교 조계종 제7교구 본사로 충남 일원의 36개 말사를 관장하고 있다. 수덕사는 백제 때에 창건되어 내려오는 유서깊은 고찰이며 내포땅 가야산의 가장 이름 높은 명승지이기도 하다. 가야산 남쪽 덕숭산 중턱에 자리잡고 있으며 우리나라 4대 총림의 하나인 덕숭총림이 있다.

## 역사

### 창건설화
창건설화는 두 가지가 전해지고 있다. 그중 하나가 수덕도령과 덕숭낭자 이야기다. 수덕이라는 도령이 사냥갔다가 먼발치에서 덕숭낭자를 보고 상사병에 빠진다. 여러번 청혼하였으나 번번히 거절당한다. 끈질긴 청혼에 덕숭낭자는 자기집 근처에 절을 지어달라는 조건을 내걸었다. 수덕도령은 욕심속에 절을 지었으나 완공 직전에 불이 나서 소실되었다. 절 짓기를 다시 했으나 같은 일이 반복이 되었다. 세번째는 탐욕을 내려놓고 부처님만 생각하며 절을 완공하였다. 그런데 약속대로 결혼은 하였으나 낭자는 도령의 손길을 거부하였다. 도령이 덕숭낭자를 강제로 끌어안는 순간 뇌성벽력이 일면서 낭자는 사라지고 버선 한쪽만 쥐어 있었다. 그 자리는 바위로 변하고 옆에는 하얀 버선꽃이 피어있었다. 낭자는 관세음보살의 화신이었던 것이다. 그후 수덕사는 도령의 이름을 따고 덕숭산은 낭자의 이름을 따서 덕숭산 수덕사라 하였다는 전설이다.
두번째 설화는 대중창불사에 관련된 이야기이다. 백제시대에 창건되어 통일신라에 이르러서는 대대적으로 보수공사를 해야 할 정도로 절이 낡았다. 당시 스님들로서는 불사금 조달이 어려운 중에 묘령의 여인이 공양주를 자청하여 절에 찾아왔다. 그런데 미모가 뛰어나 많은 이가 찾아오게 되었고 대부호의 아들인 정혜라는 청년이 청혼을 하기에까지 이르렀다. 불사가 완성되면 청혼에 응하겠다하니 청년은 가산을 보태어 불사기간을 앞당겼다. 낙성식 후 하산을 재촉하자 잠시 시간을 달라며 여인이 방을 나가려하기에 그녀를 잡았는데 순간 옆에 있던 바위가 갈라지며 여인은 버선 한짝만 남기고 사라졌다. 그로부터 봄이 되면 버선꽃이 피어나게 되었고 관세음보살의 현신이었던 그 여인의 이름을 따서 수덕사라 하였다 한다.

### 창건역사
수덕사는 오래된 절의 역사에 비해 전해지는 기록이 없어 연혁을 살피는 데 어려움이 많다. 어떤 기록에서는 559년 백제 위덕왕 때 지명법사가 창건했다고 하고 또 다른 기록에서는 백제 말 숭제법사가 창건했다고 말하지만 근거는 없다. 백제 무왕 2년(601년) 혜현스님이 수덕사에서 법화경을 강론했다는 기록이 남아 있는 것으로 봐서 이미 그 이전에 창건되었던 것으로 보인다.
문헌에 언급된 백제사찰 가운데 흥륜사, 왕흥사, 칠악사, 수덕사, 사자사, 미륵사, 제석정사 등 12개의 사찰 이름이 전하지만 수덕사만이 유일하게 남아 있으며, 수덕사 경내에서 백제시대의 와당과 와편 등이 발견된 점 등으로 미루어 볼 때 백제시대부터 유지되어온 사찰임이 분명하다.
고려시대에는 이렇다 할 기록이 남아 있지 않지만 대웅전 수리 시 나온 묵서명에서 대웅전이 고려 충렬왕 34년(1308년)에 지어진 것으로 밝혀짐에 따라 고려 말까지 대찰로서의 사격을 유지하고 있음을 알 수 있다. 14세기 중후반에 나옹혜근 선사가 절을 중수했다고 전하고, 조선시대에는 1528년(중종 23년)과 영조와 순조 때 대웅전을 중수했던 기록이 남아 있다.

### 선불교의 요람
구한말에 경허스님이 이곳에 머물면서 선풍을 크게 진작시켰다. 경허스님은 1880년대 끊어진 선불교의 수행체계와 법통을 다시 수립하고 있게 한 스님으로 수덕사와 수덕사 인근의 천장암, 부석사, 개심사 등지에서 주로 보림하며 수월, 혜월, 만공, 한암스님 등의 제자를 길러냈다. 이 가운데 수월스님은 만주로 건너가서 숨은 도인으로 살다 열반에 들고 혜월스님은 부산으로 내려가 운봉성수, 향곡혜림, 진제법원 스님으로 이어지는 법맥을 이루었다.
한암중원 스님은 월정사로 가서 탄허택성, 보경희태, 만화희찬 스님으로 이어지는 오대산 법맥을 만들었다. 1898년(광무 2)에 경허의 제자 만공(滿空)이 중창한 뒤 수덕사에 머물면서 보월성인, 용음법천, 벽초경선, 혜암현문, 고봉경욱 스님 등 기라성 같은 제자를 길러 스승이 뿌린 선불교의 씨앗이 곳곳으로 퍼져 나가 넓게 뿌리내리는 데 크게 이바지했다.
현재 수덕사는 대한불교조계종의 5대 총림 가운데 하나인 덕숭총림으로 많은 스님들이 강학과 참선정진하는 종합교육도량이다. 또한, 충청남도 내포 일대의 36개 말사를 관장하는 제7교구 본사이기도 하다.

## 소장 문화재
수덕사의 성보문화재는 단연 국보 제49호인 대웅전을 먼저 꼽을 수 있다. 고려 충렬왕 34년(1308년)에 지어졌다고 하니 건립된 지 700년이 지났다. 1937년에 해체 수리를 할 때 중수년대가 적힌 붓글씨가 발견되어 이 건물의 나이를 알게 되었다고 한다. 수덕사 대웅전은 단지 오래된 것뿐만 아니라 안정감 있는 모습과 화려하지 않지만 단정하면서도 은은한 멋이 느껴지는 건축이다. 옆면 공포와 벽이 이루고 있는 환상적인 면 분할은 그대로가 하나의 추상화 같다.
이외에도 보물 제1263호인 노사나불괘불탱과 보물 제1381호 목조 삼세불좌상 등 국가지정문화재 보물이 5점, 충청남도 유형문화재가 5점, 문화재자료와 등록문화재 4점 등 수덕사는 총 15점의 지정문화재를 보유하고 있다.
또한, 말사인 예산 화암사에 걸려있던 무량수각, 시경루 등 추사 김정희의 친필 편액과 만공스님이 조선 고종의 둘째 아들인 이강공에게 받았다고 하는 고려시대 공민왕의 거문고도 남아 있다. 이 거문고에는 조선후기 이조묵이 새긴 공민왕금이라는 글씨와 만공스님의 시가 새겨져 있다.
수덕사 뒤 덕숭산 정상부에는 선방인 정혜사와 여러 토굴들이 산재해 있다. 그 가운데 하나인 금선대에서는 경허, 만공, 혜월스님의 영정이 모셔져 있으며, 덕숭산 꼭대기에 위치한 전월사는 만공스님이 말년을 주로 보낸 곳이라 한다. 그 근처에 세계일화라고 쓰여진 탑이 만공스님 부도탑으로 대한민국 등록문화재 제473호이다.
《삼국유사》에 의하면 백제의 중 혜현이 이곳에서 삼론을 공부했다고 전해진다. 산 위에는 비구(남자 중)가 거처하는 정혜사가 있으며, 서쪽에 비구니(여자 중)가 사는 총림이 있다. 관음 바위, 미륵 석불, 만공탑, 전원사 등이 있다. 특히 담징이 그린 대웅전 벽화가 유명하다.
- 예산 수덕사 대웅전 - 국보 제49호
- 수덕사노사나불괘불탱 - 보물 제1263호
- 예산 수덕사 목조석가여래삼불좌상 및 복장유물 - 보물 제1381호
- 수덕사삼층석탑 - 충청남도 시도유형문화재 제103호
- 수덕사칠층석탑 - 충청남도 문화재자료 제181호
- 수덕사유물(거문고) - 충청남도 문화재자료 제192호
- 수덕사소장소조불상좌상 - 충청남도 문화재자료 제384호
- 예산 수덕사 만공탑 - 충청남도 등록문화재 제473호
- 묘법연화경 권1~2 - 보물 제1147-2호
- 상교정본자비도량참법 권9~10 - 보물 제1543호
- 문수사 금동여래좌상 복장유물 - 보물 제1572호
- 개심사명청동은입사향완 - 충남 유형문화재 제170호
- 향천사범종 - 충남 유형문화재 제171호
- 삼길암목조관음보살좌상및복장유물일괄 - 충남 유형문화재 제172호
- 문수사지장시왕탱화및복장유물일괄 - 충남 유형문화재 제173호

## 체험 및 시설

### 템플스테이
수덕사에서는 내국인을 위한 다양한 템플스테이 프로그램을 운영하고 있다.
- 수덕사 템플스테이 프로그램

## 사진

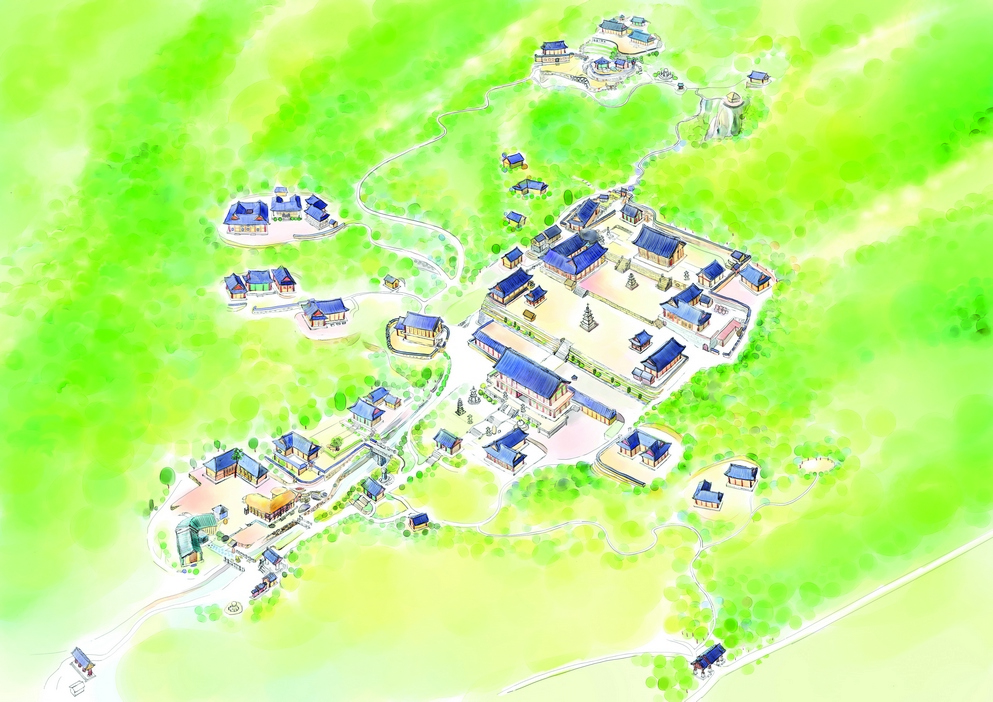
수덕사 가이드맵
수덕사 대웅전
수덕사 풍경

## 같이 보기
- 한국의 불교
- 한국의 건축